# IC 1956
IC 1956 — галактика типу SBbc (компактна витягнута галактика) у сузір'ї Телець.
Цей об'єкт міститься в оригінальній редакції індексного каталогу.